# 西田ひろ子
西田 ひろ子（にしだ ひろこ）は、日本のコミュニケーション学者、社会心理学者（異文化間コミュニケーション論）。学位は、Ph.D.（ミネソタ大学・1979年）。人間コミュニケーション科学研究所所長。
静岡県立大学国際関係学部教授、静岡県社会教育委員会委員長、国際行動学会会長、福岡女子大学文学部教授、福岡女子大学国際文理学部教授、福岡女子大学国際文理学部学部長などを歴任した。

## 概要
ミネソタ大学大学院コミュニケーション研究科にて博士課程を修了し、同学よりMAやPh.D.を取得している。帰国後は東京大学大学院社会学研究科社会心理学専攻の博士課程を単位取得満期退学している。
日本大学、成蹊大学、玉川大学など、各私立大学にて非常勤講師を務める。その後、静岡県立大学に移り、国際関係学部、および、大学院国際関係学研究科にて助教授や教授を務めた。

## 研究
社会心理学や行動科学の観点からコミュニケーションに関する研究を行っている。日本人と異文化とのコミュニケーションについての研究が多い。一例として、アメリカ合衆国、中国、東南アジアなどに進出した日本企業で働く日本人と現地管理職との間のコミュニケーションや、日本国内で働く日系ブラジル人と日本人との間のコミュニケーションに関する研究が挙げられる。また、学術団体である「国際行動学会」にて会長を務めた。

## 略歴
- 1978年 MA取得
- 1979年 ミネソタ大学大学院コミュニケーション研究科博士課程修了
- 1979年 Ph.D.取得
- 1980年 日本大学非常勤講師
- 1985年 成蹊大学非常勤講師
- 1985年 玉川大学非常勤講師
- 1989年 静岡県立大学国際関係学部助教授
- 1991年 静岡県立大学大学院国際関係学研究科助教授
- 1994年 ミネソタ大学「Alumnus of Notable Achievement」受賞
- 1995年 静岡県立大学国際関係学部教授
- 1995年 静岡県立大学大学院国際関係学研究科教授
- 1998年 静岡県社会教育委員会委員長
- 2003年 国際行動学会副会長
- 2005年 国際行動学会会長

## 著作

### 単著
- Hiroko Nishida, Variations in value orientations and cultural change in Japan and the U.S.A. : an intercultural perspective, University Microfilms International, 1979.
- 西田ひろ子著『ヤングライフの英語――こんなときにどう話すか』文英堂、1984年。ISBN 4578910113
- 西田ひろ子著『実例で見る日米コミュニケーション・ギャップ』大修館書店、1989年。ISBN 4469242705
- 西田ひろ子著『在米ニッポン企業にみる誤解の構造――アメリカ人と働くときの知識と技術のレポート』ダイヤモンド社、1992年。ISBN 4478710163
- 西田ひろ子著『人間の行動原理に基づいた異文化間コミュニケーション』創元社、2000年。ISBN 4422310216

### 共著
- 西田ひろ子・西田司共著『アメリカ感覚Q&A』創元社、1980年。ISBN 4422811193
- 安田哲夫・西田ひろ子共著『ヤングライフの英語――アメリカ生活ガイド』文英堂、1982年。ISBN 4578910075
- Hiroko Nishida, William Gudykunst, American communication patterns, Tokyo, Kinseido, 1983. ISBN 4764704161
- Georgia Gudykunst, Kiyoshi Hasegawa, Hiroko Nishida, Cross-cultural encounters, Tokyo: Kinseido, 1984. ISBN 4764704404

### 編著、など
- Larry A. Samovar, Richard E. Porter, Nemi C. Jain, Understanding intercultural communication, Hiroko Nishida, & Toyoko Yoshizawa (Ed.), Tokyo: Asahi Press, 1985.
- 西田ひろ子編『異文化間コミュニケーション入門』創元社、2000年。ISBN 4422310224
- 西田ひろ子編著『マレーシア、フィリピン進出日系企業における異文化間コミュニケーション摩擦』多賀出版、2002年。ISBN 4811561910
- 西田ひろ子編『日本企業で働く日系ブラジル人と日本人の間の異文化間コミュニケーション摩擦』創元社、2003年。ISBN 4422310232
- 西田ひろ子編著『米国、中国進出日系企業における異文化間コミュニケーション摩擦』風間書房、2007年。ISBN 9784759916164

### 寄稿
- 西田ひろ子稿「異文化間コミュニケーション研究の現状と問題点」辻村明・金両基編著『異文化との出会い』北樹出版、1988年。ISBN 4893840266
- 西田ひろ子稿「米国進出日系企業で働く日米従業員間のコミュニケーション・ギャップ」上野明・鈴木啓介編著『ボーダーレス時代の国際関係』北樹出版、1991年。ISBN 4893842250